# Línea Nacional
La Línea Nacional fue un sector interno de la Unión Cívica Radical de Argentina, que reconocía como líder a Ricardo Balbín, por lo que también es referenciado bajo el término general de balbinismo.

## Historia
La Línea Nacional fue conformada con posterioridad al derrocamiento del presidente Arturo Illia en 1966 y fue integrada por sectores del radicalismo provenientes tanto de lo que había sido el Movimiento de Intransigencia y Renovación (MIR) como del unionismo.
El sector interno se organizó en torno al liderazgo de Balbín, quien presidió el Comité Nacional de la Unión Cívica Radical entre 1959 y 1981. En las elecciones internas de 1972 la Línea Nacional se impuso al movimiento renovador encabezado por Raúl Alfonsín y condujo el partido radical durante toda la década de 1970.

### Elección en la provincia de Buenos Aires
En las Elecciones provinciales de Buenos Aires de 1963 resulta electo el exdiputado nacional (1958-1962) "balbinista" Anselmo Marini con el exsenador provincial (1954-1955) y también diputado nacional (1960-1962), Ricardo Lavalle como vicegobernador. Marini gobernaría hasta el golpe militar de 1966.

En 1972 la Línea Nacional propone como candidato a la gobernación al exdiputado provincial (1963-1966), César García Puente quien era una de las promesas del "balbinismo", quien elige al intendente de Alberti, Raúl David Vacarezza como candidato a vice. La fórmula García Puente-Vacarezza debió enfrentar en internas a la fórmula Armendáriz-Otero del Movimiento de Renovación y Cambio la cual ganaron y se presentaron en las Elecciones provinciales de Buenos Aires de 1973 saliendo segundos.

### Elecciones donde se presentó Balbín y su Línea Nacional
En las Elecciones presidenciales de Argentina de 1963 el “Balbinismo” propone como candidato a vicepresidente a Carlos Humberto Perette, exdiputado nacional por Entre Ríos, para que acompañe al exdiputado nacional cordobés Arturo Illia. Esta fórmula resulta triunfante y gobierna hasta el golpe de Estado de 1966.
Para las Elecciones presidenciales de Argentina de marzo de 1973, Balbín vuelve a ser candidato a presidente por tercera vez acompañado por el Sabattinista y exsenador nacional Cordobés, Eduardo Gamond pero antes debieron ganar la Interna de la UCR de 1972 a la fórmula Alfonsín-Storani logran la candidatura al ganar 54,27% a 45.73 %. Esta fórmula sale segundo  en las elecciones generales perdiendo contra la fórmula Campora-Solano Lima, a pesar de que lograron conseguir ir a una segunda vuelta sacando 2.535.581 (21,29%) y el peronismo más del 49%, la fórmula Balbín-Gamond no se presenta.
Con el regreso de Perón a la Argentina Héctor Campora y Solano Lima renuncian a la presidencia y vicepresidencia a los dos meses de haber asumido para llamar a una nuevas elecciones. Para las Elecciones presidenciales de Argentina de Septiembre de 1973, Balbín elige como compañero de fórmula a Fernando De la Rúa un joven Cordobés que acababa de ser electo Senador Nacional por Capital Federal en las elecciones de marzo y que fue el único que venció al peronismo, nuevamente la UCR sale segundo pero no logra la segunda vuelta ya que la fórmula Perón-Perón superó el 51% de los votos, aun así esta fue la mejor elección de Ricardo Balbín logrando 2.905.719 de votos (24,42%).  
Muerto Balbín en 1981, en 1983 el Movimiento de Renovación y Cambio obtuvo la conducción partidaria. La Línea Nacional postuló como precandidatos a presidente y vice de la Nación por la UCR a Fernando de la Rúa y a Carlos Humberto Perette respectivamente, pero desistieron antes de las elecciones internas, con lo cual Alfonsín quedó como candidato a presidente por el radicalismo.
Además de Balbín, integraron la Línea Nacional Juan Carlos Pugliese, Rodolfo García Leyenda, Carlos Perette, Carlos Raúl Contín, Rodolfo Domingo Parente, Raúl Galván, Juan José López Aguirre, Anselmo Marini y Fernando De la Rúa.

### Periodos históricos
- Historia de la Unión Cívica Radical (1903-1916)
- Historia de la Unión Cívica Radical (1916-1930)
- Historia de la Unión Cívica Radical (1930-1943)
- Historia de la Unión Cívica Radical (1943-1955)
- Historia de la Unión Cívica Radical (1955-1972)
- Historia de la Unión Cívica Radical (1990-2000)

### Levantamientos armados
- Revolución del Parque (1890)
- Revolución radical de 1893
- Revolución radical de 1905
- Revolución radical de 1932

### Emblemas partidarios
- Escudo de la UCR
- Marcha Radical
- Pluma y martillo

### Instituciones orgánicas
- Comité Nacional de la Unión Cívica Radical
- Convención Nacional de la Unión Cívica Radical
- Juventud Radical
- Franja Morada
- Organización de Trabajadores Radicales

### Grupos internos
- Alfonsinismo
- Corriente de Opinión Nacional
- Fuerza de Orientación Radical de la Joven Argentina
- Junta Coordinadora Nacional
- Juventud Radical Revolucionaria
- Klan Radical
- Lencinismo
- Movimiento de Intransigencia y Renovación
- Movimiento de Renovación y Cambio
- Radical unionista
- Radicales K
- Movimiento para la Democracia Social
- Movimiento de Renovación Nacional

### Partidos derivados
- Unión Cívica Radical Bloquista
- Unión Cívica Radical Antipersonalista
- Unión Cívica Radical del Pueblo
- Unión Cívica Radical Junta Renovadora
- Unión Cívica Radical Unificada
- Partido Intransigente (ex UCRI)
- Afirmación de una República Igualitaria
- Generación para un Encuentro Nacional
- Recrear para el Crecimiento